# Corallite monocentrique
Une corallite monocentrique est une corallite qui n'héberge qu'une seule bouche de polype.